# 叙利亚基督教 (教派)
敘利亞基督教（英語：Syriac Christianity），是東方基督教裡面的一些文化和語言方面相近的特殊社群，即教會禮儀使用敘利亞語，文化方面繼承古敘利亞文化傳統。當不應與現今以阿拉伯伊斯蘭教文化為主的西亞國家敘利亞混淆。敘利亞系統的基督教起源於近東地區，並且用以代表一些現今的基督教教派，主要是分佈於中東地區以及印度喀拉拉邦的教會。

## 敘利亞礼傳統的教會
- 西敘利亞禮
  - 叙利亚东方正统教会（Syriac Orthodox Church）（非迦克墩會議派的安提阿和全东方東方正統教會）
    - 玛兰卡雅格叙利亚正教会（Malankara Jacobite Syriac Orthodox Church）（非迦克墩會議派的印度叙利亚正统宗主教区東方正統教會）

  - 玛兰卡正统叙利亚教会（自治；非迦克墩會議派的印度東方正統教會 ）
  - 叙利亚礼天主教会，為西叙利亚礼東儀天主教會
  - 马龙尼礼教会，为西叙利亚礼東儀天主教會
  - 叙利亚-玛兰卡礼天主教会，为西敘利亞禮東仪天主教會，以印度喀拉拉为基地
  - 玛兰卡玛多马叙利亚教会（Malankara Marthoma Syrian Church）[1]（瑪多馬教會），一个与普世圣公宗共融的改革教会，以印度喀拉拉为基地
- 东叙利亚礼
  - 東方教會（有時亦被稱為聶斯脫里派）
    - 東方亞述教會

  - 敘利亞-瑪拉巴禮天主教會，为东叙利亚礼東儀天主教會
  - 加色丁礼天主教会，為东叙利亚礼東儀天主教會